# Povestirile rățoiului: Comoara lămpii pierdute
Povestirile rățoiului:Comoara Lămpii Pierdute (DuckTales the Movie: Treasure of the Lost Lamp) este un film de animație din anul 1990, produs de Walt Disney Feature Animation și lansat inițial de către Walt Disney Pictures.